# Musaeb Abdulrahman Balla
Musaeb Abdulrahman Balla ou Balaa (né le 19 mars 1989 à Khartoum, au Soudan) est un athlète qatarien, spécialiste du 800 m.

## Carrière
Il détient un record personnel de 1 min 44 s 83, obtenu à Doha le 10 mai 2013, qu'il porte à 1 min 44 s 31 à Sollentuna le 27 juin 2013, puis à 1 min 43 s 93 en septembre 2013 à Rieti.
Il remporte le titre sur 800 m lors des Championnats panarabes 2013 et ceux de 2015.
Le 19 mars 2016, Balla termine 5e des championnats du monde en salle de Portland du 800 m en 1 min 48 s 31.

## Affaire de dopage
Le 20 juin 2016, son entraîneur Jama Aden, également coach des Dibaba (Genzebe, Tirunesh et Ejegayehu Dibaba), est arrêté par les autorités espagnoles dans un hôtel de Sabadell, où ils sont en stage annuel dont fait partie Balaa, après qu'il a été découvert 60 seringues ainsi que de l'EPO, un produit dopant. Le lendemain, Musaeb Abdulrahman Balla est arrêté par la police espagnole pour suspicion de collaboration. Il est relâché le lendemain en même temps que son entraîneur, faute d'accusations contre eux.

## Palmarès
| Date | Compétition                     | Lieu         | Résultat | Épreuve   | Temps         |
| ---- | ------------------------------- | ------------ | -------- | --------- | ------------- |
| 2008 | Championnats d'Asie en salle    | Doha         | 3e       | 4 x 400 m | 3 min 17 s 93 |
| 2008 | Championnats d'Asie juniors     | Jakarta      | 1er      | 800 m     | 1 min 52 s 45 |
| 2010 | Championnats d'Asie en salle    | Teheran      | 2e       | 800 m     | 1 min 54 s 25 |
| 2010 | Jeux asiatiques                 | Canton       | 3e       | 800 m     | 1 min 46 s 19 |
| 2011 | Jeux panarabes                  | Doha         | 1er      | 800 m     | 1 min 45 s 92 |
| 2013 | Championnats d'Asie             | Pune         | 4e       | 400 m     | 46 s 45       |
| 2013 | Championnats d'Asie             | Pune         | 1er      | 800 m     | 1 min 46 s 92 |
| 2013 | Championnats panarabes          | Doha         | 1er      | 800 m     | 1 min 45 s 90 |
| 2013 | Jeux de la Francophonie         | Nice         | 1er      | 800 m     | 1 min 46 s 57 |
| 2013 | Jeux de la solidarité islamique | Palembang    | 2e       | 800 m     | 1 min 44 s 19 |
| 2015 | Championnats panarabes          | Madinat 'Isa | 1er      | 800 m     | 1 min 46 s 74 |
| 2015 | Championnats d'Asie             | Wuhan        | 1er      | 800 m     | 1 min 49 s 40 |
| 2015 | Championnats d'Asie             | Wuhan        | 1er      | 4 x 400 m | 3 min 02 s 50 |
| 2015 | Championnats du monde           | Pékin        | 6e       | 800 m     | 1 min 47 s 01 |
| 2016 | Championnats d'Asie en salle    | Doha         | 1er      | 800 m     | 1 min 46 s 92 |
| 2016 | Championnats d'Asie en salle    | Doha         | 1er      | 4 x 400 m | 3 min 08 s 20 |
| 2016 | Championnats du monde en salle  | Portland     | 5e       | 800 m     | 1 min 48 s 31 |
| 2023 | Championnats d'Asie en salle    | Astana       | 3e       | 800 m     | 1 min 49 s 68 |

## Records
| Épreuve | Épreuve   | Performance   | Lieu      | Date            |
| ------- | --------- | ------------- | --------- | --------------- |
| 800 m   | Plein air | 1 min 43 s 82 | Barcelone | 8 juillet 2015  |
| 800 m   | En salle  | 1 min 45 s 48 | Stockholm | 19 février 2015 |